# Конвой H-22
Конвой H-22 — японський конвой часів Другої світової війни, проведення якого відбувалось у березні — квітні 1944-го.
H-22 належав до серії конвоїв, які в 1943—1944 роках ходили між важливим транспортним хабом у Манілі та островом Хальмахера зі складу Молуккського архіпелагу (північний схід Нідерландської Ост-Індії), який, зокрема, відігравав важливу роль у постачанні японських сил на заході Нової Гвінеї.
До складу конвою увійшли транспорти «Кунікава-Мару», «Бенгал-Мару», «Сінкьо-Мару» (Shinkyo Maru), «Аншу-Мару», «Атлас-Мару», «Тойоока-Мару», «Курамасан-Мару» та «Міто-Мару», тоді як охорону забезпечували торпедний човен «Хаябуса» та тральщик W-30.
20 березня 1944-го загін вийшов з Маніли. 23 березня 1944-го поблизу Замбоанги (західне завершення острова Мінданао) до охорони приєднався переобладнаний мисливець за підводними човнами «Кьо-Мару № 12», тоді як W-30 полишив конвой та попрямував до Давао (південне узбережжя Мінданао). 24 березня відокремився транспорт «Кунікава-Мару», що самостійно попрямував до Балікпапану (центр нафтовидобутку на сході Борнео).
Незадовго до завершення 24 березня 1944-го в північній частині моря Сулавесі конвой перехопив американський підводний човен USS Bowfin, що послідовно торпедував та потопив два транспорти. Першим став «Бенгал-Мару», що мав на борту понад чотири сотні військовослужбовців та осіб з допоміжних частин, при цьому внаслідок швидкої загибелі судна втратили 45 членів екіпажу та 161 пасажира. За п'ять хвилин був торпедований «Сінкьо-Мару», який затонув протягом трьох хвилин із втратою 12 членів екіпажу та 49 інших осіб, що перебували на борту.
Після атаки субмарини конвой 25 березня 1944-го зайшов до Давао. 1 квітня 1944-го «Аншу-Мару», «Атлас-Мару» та «Тойоока-Мару» рушили в перехід під охороною «Хаябуса», тральщиків W-30 та W-5 (останній 31 березня прибув до Давао з острова Хальмахера). Також на початковому етапі додаткову охорону надавав мисливець за підводними човнами CH-46. 3 квітня ці транспорти досягнули затоки Кау на острові Хальмахера.
«Курамасан-Мару» та «Міто-Мару» вийшли з Давао 7 квітня 1944-го під охороною переобладнаного канонерського човна «Хіно-Мару № 1» та приєднались до конвою H-23, що прибув до затоки Кау 10 квітня.